# Bernuy de Porreros
Bernuy de Porreros è un comune spagnolo di 630 abitanti situato nella comunità autonoma di Castiglia e León.